# Operation Epsom
Luftkrieg · Seekrieg
Neptune · Caen · Carentan · Cherbourg · Saint-Lô · Cobra · Bretagne · Lüttich · Falaise · Paris
Operation Epsom, auch bekannt als Erste Schlacht am Odon vom 26. bis zum 30. Juni 1944 war eine britische Offensive im Zweiten Weltkrieg. Ziel dieser Offensive war die Eroberung der von der Wehrmacht besetzten Stadt Caen.

## Hintergrund
Die Stadt Caen war das Ziel der britischen 3. Infanteriedivision, die am 6. Juni 1944 an Sword Beach landete. Im Rahmen von Operation Overlord sollte die britische zweite Armee unter Generalleutnant Miles Dempsey die Stadt sichern und dann eine Frontlinie von Caumont-l’Éventé bis südöstlich von Caen bilden. Ziel war es, Platz für Flugplätze zu gewinnen und die linke Flanke der Ersten US-Armee unter Generalleutnant Omar N. Bradley zu schützen, während diese in der nach Cherbourg vorrückte. Die Einnahme von Caen und seiner Umgebung sollte der zweiten Armee ein geeignetes Aufmarschgebiet für einen Vorstoß nach Süden zur Eroberung von Falaise verschaffen, das als Angelpunkt für einen Schwenk nach links Richtung Argentan und auf den Touques genutzt werden könnte. Erschwert durch die Staubildung am Brückenkopf, die den Einsatz ihrer Panzerunterstützung verzögerte und gezwungen, ihre Kräfte auf die stark gehaltenen deutschen Stellungen entlang der 15,0 km langen Strecke zur Stadt zu verlagern, war die britische 3. Infanteriedivision nicht in der Lage, Caen am D-Day in voller Stärke anzugreifen. Folgeangriffe scheiterten, als deutsche Verstärkungen eintrafen. Operation Perch, ein Zangenangriff des I. und XXX. Korps, wurde am 7. Juni gestartet, um Caen von Osten und Westen her einzukesseln.

Während das I. Korps, das aus dem Orne-Brückenkopf nach Süden vorstieß, von der 21. Panzerdivision aufgehalten wurde, wurde der Angriff des XXX Korps westlich von Caen vor Tilly-sur-Seulles von der Panzer-Lehr-Division gestoppt. Um die Panzer-Lehr-Division zum Rückzug oder zur Kapitulation zu zwingen und die Operationen in Bewegung zu halten, stieß ein Teil der britischen 7. Panzerdivision durch eine Lücke in der deutschen Frontlinie bei Caumont und nahm Villers-Bocage ein. Die Schlacht um Villers-Bocage führte dazu, dass die Vorhut der Briten in einen Hinterhalt geriet und sich aus der Stadt zurückziehen musste. Am 17. Juni war die Panzer-Lehr-Division jedoch zurückgedrängt worden und das XXX Korps hatte Tilly-sur-Seulles eingenommen. Ein weiterer Angriff der 7. Panzerdivision und andere Offensivoperationen wurden abgebrochen, als am 19. Juni ein schwerer Sturm über dem Ärmelkanal aufzog. Der Sturm hielt drei Tage lang an und verzögerte den Aufmarsch der Alliierten weiter. Die meisten Konvois mit Landungsbooten und Schiffen, die sich bereits auf See befanden, wurden in britische Häfen zurückgetrieben; 800 Boote saßen bis zur Springflut im Juli an den Stränden der Normandie fest. Das britische VIII. Korps unter dem Kommando von Generalleutnant Richard O’Connor begann mit der Planung einer zweiten Offensive, Operation Dreadnought, die vom Orne-Brückenkopf aus Caen von Osten her flankieren sollte. Die Operation wurde jedoch abgesagt, nachdem O’Connor nach einer Untersuchung des Geländes Einwände erhoben hatte, woraufhin ein Angriff in Richtung Évrecy in Erwägung gezogen aber entweder von Montgomery oder Dempsey verworfen wurde. Vom 19. bis 22. Juni hielt das Wetter die alliierten Flugzeuge am Boden und die Deutschen nutzten die Atempause von den Luftangriffen, um ihre Verteidigungsanlagen zu verstärken. Die Infanteriestellungen wurden mit Minenfeldern geschützt, und 88-mm-Geschütze wurden in die Hecken und Wälder an den Zufahrten nach Caen eingegraben.

## Auftakt
Am 20. Juni erhielt Feldmarschall Erwin Rommel, Befehlshaber der Heeresgruppe B, von Hitler den Befehl, eine Gegenoffensive gegen die Alliierten zwischen den Städten Caumont-l'Éventé (Caumont) und Saint-Lô zu starten. Ziel war es, durch die Rückeroberung der Stadt Bayeux und der dahinter liegenden Küste einen Korridor zwischen der amerikanischen und der britischen Armee zu schaffen. Fünf Panzerdivisionen wurden mit dieser Aufgabe betraut. Angeführt wird der Angriff vom II. SS-Panzerkorps, bestehend aus der 9. SS-Panzerdivision Hohenstaufen und der 10. SS-Panzerdivision Frundsberg, die erst kürzlich von der Ostfront gekommen waren. Die 1. SS-Panzerdivision Leibstandarte SS Adolf Hitler, die 2. SS-Panzerdivision Das Reich und die 2. Panzerdivision sollten den Angriff unterstützen. Am 18. Juni erteilte Montgomery Dempsey die Anweisung, einen neuen Zangenangriff mit dem Ziel der Einnahme von Caen zu starten. Der ursprüngliche Plan sah vor, dass das I. und XXX. Korps vier Tage lang westlich von Caen angreifen sollten, bevor das VIII. Korps am 22. Juni den Hauptangriff aus dem Orne-Brückenkopf östlich von Caen begann. Schon bald wurde klar, dass das VIII. Korps nicht in der Lage sein würde, sich innerhalb des kleinen Brückenkopfs an der Orne zu versammeln, woraufhin der Plan am folgenden Tag geändert wurde. Drei Tage vor dem Hauptangriff sollte eine Voroperation stattfinden. Die britische 51. Infanteriedivision (I. Korps) sollte vom Orne-Brückenkopf aus nach Süden vorstoßen, um die Verlegung von Einheiten der deutschen 21. Panzerdivision zu verhindern. Operation Martlet sollte einen Tag vor Epsom beginnen, wobei die britische 49. Infanteriedivision und die 8. Panzerbrigade (XXX. Korps) die rechte Flanke des VIII. Korps sichern sollten, indem sie das Hochland im Südwesten eroberten.

Die Hauptaufgabe während der Operation wurde dem neu eingetroffenen VIII. Korps zugewiesen, das 60.244 Mann umfasste. Die Operation sollte in vier Phasen durchgeführt werden, wobei das Endziel die Hochebene bei Bretteville-sur-Laize südlich von Caen sein sollte. Das VIII. Korps sollte durch das Feuer von 736 Geschützen, drei Kreuzern und dem Monitor Roberts sowie durch die Royal Air Force unterstützt werden. Die 15. Infanteriedivision sollte den Angriff anführen. In Phase I, die den Codenamen Gout trug, sollte sie die Dörfer Saint-Manvieu und Cheux einnehmen. In Phase II (Hangover) sollte die Division vorrücken, um mehrere Übergänge über den Odon und die Dörfer Mouen und Grainville-sur-Odon zu erobern. Sollte sich der Widerstand in der Eröffnungsphase als gering erweisen, so sollte die 11. Panzerdivision die Brücken über den Odon im Handstreich einnehmen. Während der ersten beiden Phasen sollte die britische 43. Infanteriedivision, an der Abmarschlinie verbleiben, um eine "feste Basis" zu bilden.

In der dritten Phase, (Impetigo), sollte die 43. Infanteriedivision vorrücken, um die gesamte schottische 15. Infanteriedivision nördlich des Odon abzulösen. Die Schotten würde sich dann auf der anderen Seite des Flusses versammeln und den Brückenkopf durch die Einnahme mehrerer wichtiger Dörfer erweitern. In der letzten Phase, die den Codenamen Goitre erhielt, sollten Teile der 43. Division den Fluss überqueren, um das eroberte Gebiet zu halten, während die 15. Division ihren Brückenkopf weiter ausbauen würde. Die britische 11. Panzer-Division sollte versuchen, einen Übergang über die Orne zu erzwingen und auf ihr Endziel Bretteville-sur-Laize vorzurücken. Die 4. Panzer-Brigade, sollte zwischen dem Odon und der Orne operieren, um die Flanke des Korps zu schützen und in der Lage zu sein, je nach Bedarf nach Westen oder in Richtung Caen anzugreifen. Abhängig vom Erfolg des VIII. Korps sollte das I. Korps dann zwei unterstützende Operationen mit den Codenamen Aberlour und Ottawa starten. Bei der ersten Operation würde die britische 3. Infanteriedivision mit Unterstützung einer kanadischen Infanteriebrigade nördlich von Caen angreifen; bei der zweiten Operation sollte die 3. kanadische Infanteriedivision und die 2. kanadische Panzerbrigade das Dorf und den Flugplatz von Carpiquet einnehmen. Der ursprünglich für den 22. Juni geplante Angriff wurde auf den 26. Juni verschoben, um Defizite an Personal und Material auszugleichen

## Die Schlacht

### 26. Juni
Schlechtes Wetter behinderte den Beginn der Operation. Regen über dem Schlachtfeld hatte den Boden aufgeweicht. Darüber hinaus herrschte in den frühen Morgenstunden starker Nebel, so dass die Flugzeuge nicht starten konnten und die Bombardierung abgebrochen werden musste. Die Deutschen konnten den britischen Vormarsch verlangsamen und starteten einen Gegenangriff, der zunächst an Boden gewann, aber zum Stillstand kam, als die britische Verstärkung nachrückte. Als SS-Standartenführer Kurt Meyer von der 12. SS-Panzerdivision am Nachmittag erfuhr, dass weiter östlich eine große britische Offensive im Gange war, brach er den Gegenangriff ab und befahl seinen Panzerkompanien, in ihre Stellungen südlich von Rauray zurückzukehren. Im weiteren Verlauf des Tages konnte die britische 49. Infanteriedivision Fortschritte machen und kam schließlich nördlich von Rauray zum Stehen. Um 07.30 Uhr verließen die 44. und 46. Infanterie-Brigade der schottischen 15. Infanteriedivision, unterstützt von der britischen 31. Panzer-Brigade, ihre Ausgangslinien. Die 46. Brigade rückte zunächst ohne Panzerunterstützung vor, da ihre Panzer bei der Umgehung des mit Minen und Sprengfallen übersäten Dorfes Le Mesnil-Patry gezwungen waren, weitere Minenfelder zu überwinden, die das Dorf flankierten. Das 2. Bataillon stieß nur auf leichten Widerstand, während das 9. Bataillon auf die Grenadiere der 12. SS-Panzerdivision traf, die Sperrfeuer über ihre Stellungen hinweggehen ließen, bevor sie das Feuer eröffneten. Nachdem die beiden Bataillone gegen 10:00 Uhr wieder zu ihren Panzern stießen, kämpften sie bis zum Mittag um die Kontrolle über ihre ursprünglichen Ziele: Cheux und Le Haut du Bosq.

Die 44. Brigade stieß auf wenig Widerstand, bis sie an einem kleinen Bach unter Maschinengewehrfeuer geriet, woraufhin sich der deutsche Widerstand deutlich verschärfte. Zwischen 08:30 und 09:30 Uhr erreichten das 6. Battalion und das 8. Battalion ihre ursprünglichen Ziele Saint-Manvieu und La Gaule. Nach heftigen Nahkämpfen schienen die Dörfer kurz nach Mittag bis auf einige deutsche Reste gesäubert zu sein. Panzer und Infanterie der 12. SS- und der 21. Panzerdivision starteten zwei Gegenangriffe, um Saint-Manvieu zurückzuerobern, wurden aber mit Hilfe von massivem Artilleriefeuer zurückgeschlagen. Der deutsche Widerstand in diesem Abschnitt der Vorpostenlinie bestand aus einem Teil des I. Bataillons des 26. Panzergrenadierregiments, das größtenteils überrannt worden war, sowie aus dem Pionierbataillon der Division. In Rauray, das am Vortag nicht eingenommen worden war, konnten die Deutschen die britischen Brigaden unter Artillerie und Panzerfeuer setzen, was zu erheblichen Verlusten und Zerstörungen führte, insbesondere in Cheux.
Um 12:50 Uhr erhielt ein Geschwader des Aufklärungsregiments der 11. Panzerdivision den Befehl, von Norden her auf den Odon vorzustoßen. Dies sollte zur Vorbereitung dienen, um die Brücken zu stürmen. Aufgrund von Minenfeldern in der Nähe des Dorfes, Trümmern, die die Straßen blockierten, und anhaltenden deutschen Angriffen auf die Panzer, erreichte das Regiment erst um 14:00 Uhr erste Fortschritte. Bis 14:30 Uhr näherte sich das Geschwader einem Hügelkamm südlich von Cheux, wo es von Panzern der 12. SS-Panzerdivision, der 21. Panzerdivision sowie von Tiger-Panzern der 3. Kompanie des 101. Schweren SS-Panzerbataillons attackiert wurden. Trotz weiterer britischer Verstärkung stoppte der entschlossene deutsche Widerstand jeglichen weiteren Vormarsch, und bis zum Ende des Tages hatte die Division einundzwanzig Panzer verloren. Um 18:00 Uhr begann die 227. Brigade der schottischen 15. Infanteriedivision mit ihrem Vorstoß. Die Schotten waren durch Kämpfe zur Unterstützung des Rests der Division aufgehalten worden, und nur zwei Kompanien des 2. Bataillons machten nennenswerte Fortschritte. Sie erreichten die nördlichen Vororte von Colleville bis 21:00 Uhr, wurden jedoch bald durch deutsche Gegenangriffe isoliert. Nach heftigen Kämpfen schaffte es eine Kompanie, auszubrechen und sich dem Bataillon wieder anzuschließen. Um die britische Offensive zu stoppen, ordnete Feldmarschall Rommel an diesem Abend Unterstützung durch alle verfügbaren Einheiten des II. SS-Panzerkorps an.

### 27. Juni
In der Nacht fanden keine Angriffe statt, sodass das deutsche Oberkommando glaubte, dass die britische Offensive eingedämmt worden war. In den frühen Morgenstunden des 27. Juni erhielt das II. SS-Panzerkorps den Befehl, die Vorbereitungen für seine Gegenoffensive in Richtung Bayeux wieder aufzunehmen. Auf der rechten Seite der Briten startete das I. SS-Panzerkorps einen Gegenangriff mit 80 Panzern, der durch Artilleriefeuer gestört wurde und schließlich an den Panzerabwehrgeschützen der britischen 49. Infanteriedivision scheiterte. Diese setzte dann ihren Versuch fort, den Flankenbereich des VIII. Korps zu sichern. Nach schweren Gefechten mit der 12. SS-Panzerdivision wurde Rauray um 16:00 Uhr von den Briten eingenommen. Die deutschen Kräfte waren von der Gegenwehr des VIII. Korps abgelenkt worden, und der Fall von Rauray entzog den Deutschen einen wichtigen Beobachtungspunkt.
Unterstützt von Panzerverbänden beabsichtigte das 10. Bataillon der 227. Infanteriebrigade, um 04:45 Uhr einen Vorstoß nach Gavrus, um den Odon zu überqueren. Die Briten stießen sofort auf heftigen Widerstand von Elementen der 12. SS-Panzerdivision und konnten trotz Artillerieunterstützung den ganzen Tag über nicht vorrücken. Der Kampf war für beide Seiten verlustreich. Um 07:30 Uhr startete das 2. Bataillon der 227. Highland Brigade einen Angriff mit dem Ziel, den Odon-Übergang bei Tourmauville nordwestlich des Dorfes Baron-sur-Odon einzunehmen. Da die deutschen Kräfte durch das 10. Bataillon gebunden waren, konnte das 2. Bataillon mit Unterstützung der 23rd Hussars relativ problemlos bis nach Colleville vorrücken. Dort verhinderte die kleine deutsche Garnison, unterstützt von 88-mm-Geschützen, bis zum Nachmittag die Einnahme des Dorfes. Gegen 17:00 Uhr konnte die Brücke bei Tourmauville erobert und ein Brückenkopf errichtet werden.

Der Rest der schottischen 15. Infanteriedivision um Cheux und Saint-Manvieu wurde von der britischen 43. Infanteriedivision abgelöst. Als das 5. Bataillon der 214. Infanteriebrigade in die Außenbezirke von Cheux vorrückte, waren die Schotten bereits weitergezogen und die freigewordene Stellung von Grenadieren der 12. SS-Panzerdivision wieder besetzt worden. Nach der Rückeroberung der Stellung wurde das Bataillon um 09:30 Uhr von Panzern der 2. Panzerdivision angegriffen. Die deutschen Panzer drang bis nach Cheux vor und zerstörten mehrere britische Panzerabwehrkanonen, bevor sie zurückgedrängt wurden. Weitere Angriffe der 2. Panzerdivision konnten ebenso abgewehrt werden. Für den Rest des Vor- und Nachmittags bauten die Briten den Brückenkopf nördlich des Odon aus und sicherten die Rückseite des 2. Bataillons. Am späten Abend wurde die 159. Infanteriebrigade der 11th Armoured Division in Lastwagen durch den engen Korridor nach Tourville transportiert, um den Brückenkopf zu verstärken. In der Nacht traf die 2.500 Mann Kampfgruppe Weidinger, an der Front ein und wurde dem Kommando der Panzerlehrdivision unterstellt.

### 28. Juni
In den frühen Morgenstunden des 28. Juni traf die Kampfgruppe Frey der 1. SS-Panzerdivision an der Front ein und wurde dem Kommando der 12. SS-Panzerdivision unterstellt. Um 08:10 Uhr ordnete General Friedrich Dollmann, der Kommandeur der 7. Armee, SS-Obergruppenführer Paul Hausser an, das II. SS-Panzerkorps umzuleiten, um südlich von Cheux eine Gegenattacke durchzuführen. Hausser antwortete, dass ein Gegenangriff erst am nächsten Tag möglich sei. Während Rommel und Gerd von Rundstedt (OB West) auf dem Weg zu einer Konferenz mit Hitler waren, geriet das deutsche Kommando durch Dollmanns plötzlichen Tod ins Chaos. Erst um 15:00 Uhr wurde Hausser zum Kommandeur der 7. Armee ernannt, wobei Willhelm Bittrich ihn als Kommandeur des II. SS-Panzerkorps ablöste. Um 17:00 Uhr wurde die Befehlsstruktur erneut geändert: Die 7. Armee unter Hausser sollte die Angriffe der US-Army abwehren, während die Panzergruppe West unter General Geyr von Schweppenburg für die Front der anglo-kanadischen Streitkräfte zuständig sein sollte.
Um 05:30 Uhr starteten Elemente der schottischen 15. Infanteriedivision mit Panzerunterstützung einen neuen Angriff, um das Dorf Grainville-sur-Odon einzunehmen. Nach Artilleriebeschuss und Straßenkämpfen sicherten die Schotten das Dorf bis 13:00 Uhr. Es folgten deutsche Gegenangriffe, die jedoch abgewehrt wurden. Um 06:00 Uhr begannen die Deutschen zwei starke Flankenangriffe mit dem Ziel, die Briten einzukesseln. Die Kampfgruppe Frey auf dem östlichen Flügel startete einen Angriff nördlich des Odon. Sie erreichten die Dörfer Mouen und Tourville, aber die Briten führten Gegenangriffe aus Richtung Cheux durch, was zu schweren Gefechten im Laufe des Tages führte. Den Deutschen gelang es, Mouen unter ihre Kontrolle zu bringen, aber britische Gegenangriffe mit Panzerunterstützung stoppten zwar jeglichen weiteren Vormarsch, konnten das Dorf jedoch nicht zurückerobern.

Auf dem westlichen Flügel versuchte die Kampfgruppe Weidinger, Grainville-sur-Odon und letztendlich Mondrainville zurückzuerobern. Die britischen Verteidiger in Brettevillette Grainville-sur-Odon und Le Valtru  hielten ihre Positionen und starteten lokale Gegenangriffe, um verlorenes Gelände zurückzuerobern. Schließlich wurde die deutsche Offensive, nur 900 m vom Zusammentreffen mit den führenden Elementen der Kampfgruppe Frey entfernt, aufgehalten. Südlich des Odon rückten um 09:00 Uhr das 2. Bataillon der 227. Highland Brigade vor, um eine Brücke nördlich des Dorfes Gavrus einzunehmen. Es kam zu heftigen Kämpfen, die bis in den Nachmittag andauerten, bevor sowohl das Dorf als auch die Brücke in schottischer Hand waren. Einheiten der 11. Panzerdivision erweiterten den Brückenkopf, indem sie das Dorf Baron-sur-Odon, und auf einen Höhenzug vorrückten. Nachdem sie seinen Nordhang gesichert und die Verteidiger von seinem Gipfel vertrieben hatten, konnten sie jedoch aufgrund der auf der Rückseite eingegrabenen Deutschen nicht weiter vorrücken. Mehrere Gegenangriffe wurden von der 12. SS-Panzerdivision gestartet, aber keine Seite war in der Lage, die vollständige Kontrolle über den Höhenzug zu erlangen.

### 29. Juni
Mit aufklarendem Wetter über dem Vereinigten Königreich und der Normandie gerieten Haussers Vorbereitungen für seinen Gegenangriff durch kontinuierliche Behinderungen durch alliierte Flugzeuge und Artilleriefeuer in Verzug, was den Beginn des Angriffs auf den Nachmittag verzögerte. Angesichts der Anzahl der deutschen Verstärkungen, die im Sektor des VIII. Korps ankamen und der Luftaufklärung, vermutete O’Connor, dass die Deutschen einen Gegenangriff planten. Das XXX. Korps war noch weit im Norden, was die rechte Flanke des VIII. Korps verwundbar machte. O’Connor verschob die Angriffe des I. Korps und befahl dem VIII. Korps, sich defensiv zu verhalten. Dempsey, der über ULTRA-Entschlüsselungen des abgefangenen deutschen Funkverkehrs informiert war, wusste, dass der Gegenangriff kommen würde, und stimmte O’Connors Vorsichtsmaßnahmen zu. Das VIII. Korps begann sich neu zu organisieren, um dem Angriff zu begegnen. Die Nachschubkolonnen für Haussers Divisionen befanden sich im Gebiet Évrecy-Noyers-Bocage-Villers-Bocage und standen im Fokus von RAF-Jagdbombern, die den ganzen Vormittag und frühen Nachmittag über Angriffe flogen. Um 08:00 Uhr begann das 1. Bataillon des Worcestershire-Regiments der britischen 43. Infanteriedivision mit einem Störangriff auf Mouen. Bis 11:00 Uhr hatte das Bataillon die Panzergrenadiere der 1. SS-Panzerdivision zurückgedrängt, sodass das 7. Bataillon vorrücken und sich auf der Straße Caen–Villers-Bocage verschanzen konnte. Die 129. Brigade der 43. Division durchkämmte die Wälder und Obstgärten rund um Tourville-sur-Odon, überquerte den Fluss nördlich von Baron-sur-Odon und säuberte das südliche Ufer. Ein Versuch der 44. Brigade der schottischen 15. Infanteriedivision, in Richtung Odon vorzurücken und sich mit der Einheit zu verbinden, die die Brücken von Gavrus hielt, scheiterte jedoch. Im Frontbogen versäumte es das 44. Bataillon des Royal Tank Regiment, den Hügel nördlich von Évrecy zu erobern, nachdem es mit der 10. SS-Panzerdivision zusammengestoßen war und sechs Panzer verloren hatte. Elemente der 11. Panzerdivision griffen Esquay-Notre-Dame von Westen an, wurden jedoch zurückgeschlagen. Ein Angriff der britischen 8. Schützenbrigade und des 3. Royal Tank Regiments vertrieb die Deutschen von der Position.

Hausser plante, dass die 9. SS-Panzerdivision mit der Kampfgruppe Weidinger zum Schutz ihrer linken Flanke den britischen Frontbogen nördlich des Odon durchschneiden sollte, während die 10. SS-Panzerdivision Gavrus südlich des Flusses zurückeroberte. Der Angriff der 9. SS-Panzerdivision begann um 14:00 Uhr und wurde von schwerem Artilleriefeuer unterstützt. Das 19. und 20. SS-Panzergrenadierregiment, griff Grainville, le Haut du Bosq und le Valtru an. Die Deutschen drangen in le Valtru ein, wo Artillerie sie zum Rückzug zwang. Außerhalb von Grainville fanden schwere Kämpfe statt, und die Panzergrenadiere eroberten einen taktisch wichtigen Wald, bevor sie durch einen britischen Gegenangriff zurückgedrängt wurden.
Gegen 16:00 Uhr konnten die Briten einen Aufklärungoffizier der 9. SS-Panzerdivision gefangen nehmen. Bei ihm wurden eine Karte und ein Notizbuch mit Details über neue Angriffe gefunden. Gegen 18:30 Uhr starteten die Deutschen einen weiteren Angriff auf die schottische 15. Infanteriedivision auf dem rechten Flügel. Die Deutschen konnten eine Wachablösung ausnutzen und die britischen Verteidigungsstellungen durchbrechen, wobei einige Einheiten 3,2 km vorrückten, bevor sie auf starken Widerstand stießen. Bis 23:00 Uhr war der Angriff der 9. SS-Panzerdivision gestoppt worden. Geplante Unterstützungsangriffe gegen den östlichen Flügel der Briten wurden aufgrund schwerer Störungen durch die RAF über dem Gebiet Carpiquet nicht durchgeführt.

Die 10. SS-Panzerdivision startete ihren Angriff mit Verspätung um 14:30 Uhr. In einem fünfstündigen Gefecht konnten die deutschen Panzer die schottischen Infanteristen, die Gavrus verteidigten, in eine Tasche um die Brücke nördlich des Dorfes zurückdrängen. Artilleriebeschuss zwang die Deutschen zum Rückzug, aber die Briten konnten das Dorf nicht erneut einnehmen. Auf ihrem Weg nach Évrecy stießen das 2. Grenadier-Bataillon des Panzergrenadier-Regiments 21 und das 2. Bataillon des Panzer-Regiments 10 der 10. SS-Panzerdivision auf das 44. Bataillon des Royal Tank Regiments und das 2. Bataillon des King’s Royal Rifle Corps, die ihren Versuch, einen Hügel (Hill 113) in der Nähe einzunehmen, vereitelten. Die Bewältigung dieses Hindernisses dauerte den Rest des Tages, und der Angriff auf eine weitere Anhöhe (Hill 112) wurde verschoben. In der Annahme, dass den deutschen Angriffen am 29. Juni weitere Gegenangriffe folgen würden, verstärkte Dempsey den Odon-Brückenkopf mit einer Brigade der 43. Division. Die 159. Infanteriebrigade der 11. Panzerdivision wurde dem Befehl der schottischen 15. Infanteriedivision unterstellt, und auf O’Connors Wunsch nach zusätzlicher Infanterie, ordnete Dempsey die neu eingetroffene walisische 53. Infanteriedivision dem VIII. Korps zu. Um Hill 112 zu halten, war es notwendig, Évrecy und Hill 113 zu halten, für die jedoch nicht genügend Truppen vorhanden waren, sodass Dempsey anordnete, den Hügel aufzugeben. Um den Bereich zwischen Rauray und dem Odon zu halten, zog Dempsey die 29. Panzerbrigade nach Einbruch der Dunkelheit nördlich des Flusses zurück, bereit für die erwartete deutsche Offensive.

### 30. Juni
Bittrich ordnete in der Nacht vom 29. auf den 30. Juni die Wiederaufnahme der Offensive an, in der Hoffnung, der alliierten Luftunterstützung auszuweichen. Das 19. und 20. Regiment der 9. SS-Panzerdivision erneuerte seine Angriffe gegen Grainville-sur-Odon und le Valtru, erzielte jedoch unter schwerem britischen Artilleriebeschuss nur wenig Fortschritt gegen die 11. Panzerdivision nördlich des Odon. Um 01:20 Uhr begann die 10. SS-Panzerdivision, sich auf Hill 112 zuzubewegen. Unwissend, dass die Briten sich zurückgezogen hatten, rückten Panzergrenadiere und Panzer der 10. SS-Panzerdivision von Süden und Südwesten auf den Hügel vor, während die Infanterie der 12. SS-Panzerdivision von Osten und Südosten vorrückte. Ohne auf Widerstand zu stoßen, hatten die Deutschen den Hügel bis zum Mittag eingenommen. Ein britischer Gegenangriff vereitelte einen weiteren Vorstoß in Richtung Baron-sur-Odon. Bittrich brach weitere offensive Aktionen gegen das VIII. Korps ab. Am Abend informierte Hausser, Rommel, dass seine Gegenangriffe aufgrund des hartnäckigen Widerstands des Feindes ausgesetzt seien. Da keine weitere britische Offensive geplant war, wurden am Nachmittag die Brücken von Gavrus aufgegeben, und die schottischen Verteidiger wurden über den Odon zurückgezogen. Um 20:30 Uhr wurde die Stadt Villers-Bocage, ein wichtiger Verkehrsknotenpunkt für die deutschen Streitkräfte, von 250 schweren Bombern der RAF zerstört.

### 1. Juli
Das II. SS-Panzerkorps setzte seine Gegenoffensive am 1. Juli fort, nachdem es den Großteil der vorangegangenen 24 Stunden mit dem Neuaufstellen verbracht hatte. Unwissend darüber, dass die Briten ihre Operation beendet hatten und dass das schlechte Wetter die alliierte Luftunterstützung beeinträchtigte, glaubte Bittrich, er hätte die Möglichkeit, den weiteren Vormarsch der britischen Panzer über die Orne zu verhindern. Vor dem Morgengrauen rückte die 10. SS-Panzerdivision vor, unterstützt von schwerem Mörser- und Artilleriebeschuss. Die Deutschen konnten Baron-sur-Odon in nur kurzer Zeit erobern aber ein Gegenangriff der 31. Panzerbrigade konnte die Deutschen bis zum Mittag vertreiben. Schwerer Beschuss zerschlug weitere Angriffe der 10. SS-Panzerdivision. Die 9. SS-Panzerdivision verbrachte den Tag damit, die britischen Linien zwischen Rauray und dem Odon zu durchbrechen. Ergänzt durch Panzergrenadiere der 2. SS-Panzerdivision und nach einem vorherigen Bombardement, rückten Panzer und Infanterie der 9. SS-Panzerdivision hinter einer Rauchwand vor und brachen durch die äußeren britischen Verteidigungsstellungen. Die Deutschen wurden vor Rauray und auf erhöhtem Gelände im Südosten gestoppt. Weitere deutsche Angriffe im Laufe des Tages wurden mit schwerem Artilleriefeuer beantwortet. Am frühen Abend führte ein britischer Gegenangriff zur Wiederherstellung der ursprünglichen Frontlinie.

## Nachwirkungen
Nachdem er seine letzten Reserven einsetzen musste, um die britische Offensive einzudämmen, beantragte Rommel am 29. Juni bei Hitler die Erlaubnis, die 7. Armee in Richtung Seine zurückzuziehen. Dieser Schritt sollte von deutschen Truppen im Süden Frankreichs ebenfalls durchgeführt werden, um eine neue Frontlinie entlang der Seine in Richtung Schweizer Grenze zu bilden. Dies wurde teilweise von Hausser unterstützt, der am 30. Juni einen Rückzug aus Caen vorschlug. Angespornt durch die Kämpfe im Tal des Odon erklärte Hitler, dass "wir nicht zulassen dürfen, dass sich bewegliche Kriegsführung entwickelt" und seine Truppen in der Normandie einer "Politik der aggressiven und unerbittlichen Verteidigung" verpflichtet seien. Am 2. Juli erhielten britische Patrouillen die ersten Hinweise darauf, dass die Deutschen südlich des Odon ihre Stellungen ausbauten. Zwei Tage später wurden Luftaufnahmen gemacht, die eine große Anzahl neuer Waffenstellungen zeigten, und bis zum 8. Juli hatten sich die deutschen Kräfte, die dem VIII. Korps gegenüberstanden, eingegraben. Es gab einige lokale Anpassungen, da beide Seiten versuchten, ihre taktische Position zu verbessern, sodass die 12. SS-Panzerdivision am 2. Juli  Fontaine-Étoupefour eroberte.

Das VIII. Korps, hatte aufwendige deutsche Verteidigungsstellungen durchbrochen und war fast 9,7 Kilometer vorgerückt. Indem sie ihre letzten Reserven einsetzten, konnten die Deutschen auf operativer Ebene einen Verteidigungserfolg erzielen, indem sie die britische Offensive eindämmten. Die deutschen Kommandeure waren gezwungen, ihre Panzerreserven stückweise einzusetzen, um sich den sich entwickelnden Bedrohungen entgegenzustellen und waren dabei im Nachteil. Da es nur wenige Infanteriedivisionen gab, die sie ablösen konnten, waren die Panzerdivisionen gezwungen, in der Frontlinie zu bleiben, anstatt sich zurückzuziehen und sich zu erholen. Die Operation endete zwar in einem taktischen Unentschieden aber die Deutschen mussten immense Kräfte aufbieten um die Briten zu stoppen. Auch wenn das ursprüngliche Konzept von Epsom somit gescheitert war, blieb die Offensive auf strategischer Ebene ein Erfolg. Bis Ende Juni waren alle deutschen gepanzerten Kräfte in der Normandie auf dem Frontabschnitt der Zweiten Armee konzentriert. Die Deutschen hatten eine durchgehende Front aufrechterhalten, jedoch nur unter Einsatz von Reserven, was es unmöglich machte, die geplante Gegenoffensive der Panzergruppe West zu beginnen.

### Verluste
Die schottische 15. Infanteriedivision hatte vom  27. Juni bis zum 2. Juli Verluste von 2.331 bis 2.700 Mann zu verzeichnen, darunter etwa 300 Tote, 1.638 Verwundete und 794 Vermisste. Die anderen Einheiten hatten insgesamt 2.500 Verluste. Die Verluste der 11th armoured division und der 43. Infanteriedivision betrugen 1.256 Mann. Es liegen keine Zahlen für die 49. Infanteriedivision, die 51. Infanteriedivision oder die 8. Panzerbrigade vor, die Operation Martlet und Angriffe zur Unterstützung von Epsom durchführten. Das VIII. Korps hatte 960 Tote, 2.187 Verwundete und 934 Vermisste. Die Deutschen Verluste während Epsom lagen bei mehr als 3.000 Toten, Verwundeten und Vermissten. Die Deutschen verloren vom 26. Juni bis 1. Juli insgesamt 126 Panzer, darunter 41 Panther und 25 Tiger.

### Anschließende Operationen
Die zunehmend kostspielige statische Verteidigung führte zu Streitigkeiten im deutschen Oberkommando. Am Abend des 1. Juli sagte Rundstedt in einem Gespräch mit Wilhelm Keitel: "Schließt Frieden, ihr Narren". Kurz darauf wurde er von Günther von Kluge als Oberbefehlshaber West ersetzt. Aufgrund seiner Meinungsverschiedenheiten mit Hitler über die Durchführung Verteidigung wurde Geyr von Schweppenburg seines Postens enthoben und durch Heinrich Eberbach als Kommandeur der Panzergruppe West ersetzt. Während der Kampfpausen nahmen beide Seiten Veränderungen in ihrer Aufstellung vor. Die walisische 53. Infanteriedivision ersetzte die schottische 15. Infanteriedivision im Westen des britischen Frontbogens, während die 43. Infanteriedivision die Grenadiere der 11. Panzerdivision ablöste, die immer noch den Brückenkopf über den Odon hielt. Auf deutscher Seite wurde die 9. SS-Panzerdivision und die Kampfgruppe der 2. SS-Panzerdivision durch die 277. Infanteriedivision abgelöst. Einige Tage später startete die britische Zweite Armee Operation Charnwood, um Caen einzunehmen. Bei einem Frontalangriff wurde der nördliche Teil der Stadt erobert, während die verbleibenden Teile während der dritten Juliwoche eingenommen wurden. Die Kämpfe im Odon-Tal dauerten an, und am 10. Juli startete das VIII. Korps Operation Jupiter, um die deutschen Truppen in der Nähe des Dorfes Baron-sur-Odon zurückzudrängen und bis zur Orne vorzurücken.